# Aljona Savchenko
Aljona Savchenko (in ucraino Олена Валентинівна Савченко?, Olena Valentynivna Savčenko; Kiev, 19 gennaio 1984) è una pattinatrice artistica su ghiaccio ucraina naturalizzata tedesca.

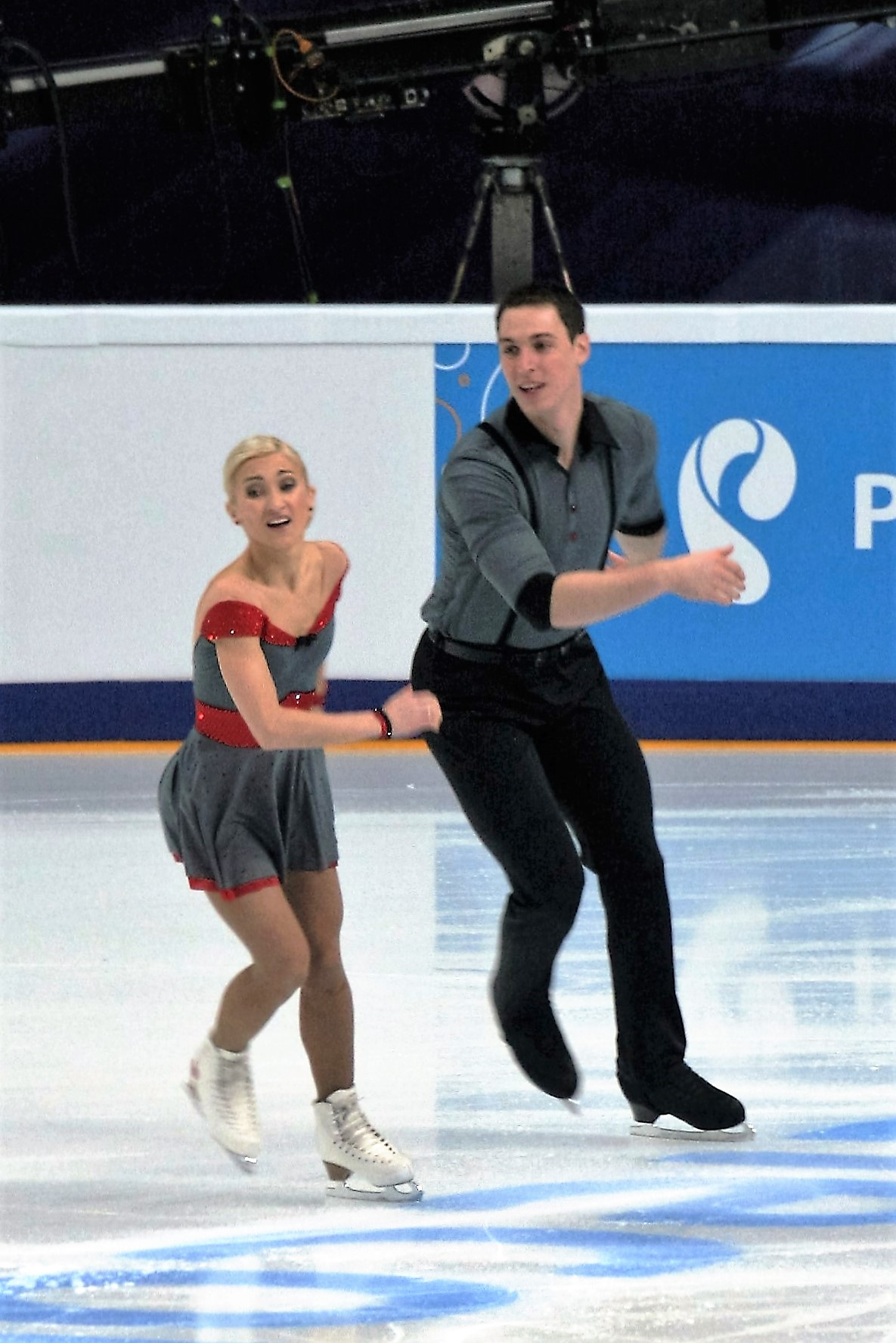
Aliona Savchenko con Bruno Massot durante la Rostelecom Cup 2016

Con Bruno Massot ha vinto l'oro alle Olimpiadi di Pyeongchang 2018 e un campionato mondiale nel 2018.
Con il partner Robin Szolkowy ha vinto due medaglie di bronzo alle Olimpiadi di Vancouver 2010 e di Soči 2014, cinque campionati mondiali, quattro campionati europei, tre edizioni del Grand Prix (2007-2008, 2010-2011 e 2013-2014) e otto campionati nazionali tedeschi (dal 2004 al 2009, 2011 e 2014).
Con il precedente partner Stanislav Morozov ha vinto i campionati mondiali juniores nel 2000 e due campionati nazionali ucraini (2000 e 2001). I due hanno rappresentato l'Ucraina alle Olimpiadi di Salt Lake City 2002, piazzandosi al quindicesimo posto.

## Biografia
Savchenko inizia a pattinare in coppia insieme a Dmytro Boyenko, dal quale poi si separa dopo il 13º posto ottenuto ai Mondiali juniores nel 1998. Forma quindi una nuova coppia con Stanislav Morozov, vincendo la Finale Grand Prix juniores 1999-2000 e i Mondiali di categoria a Oberstdorf 2000. Partecipa alle Olimpiadi di Salt Lake City 2002 terminando in quindicesima posizione. Savchenko si separa da Morozov nel 2002, a causa dei problemi fisici di quest'ultimo che gli impediscono di gareggiare.
Prende in considerazione l'idea di formare un nuovo sodalizio con il russo Anton Nimenko, ma la federazione ucraina non si mostra disponibile a sostenere il suo trasferimento a Kiev, provocando l'insoddisfazione di Savchenko per la mancanza di supporto ai pattinatori in Ucraina. Manifesta allora l'intenzione di continuare a gareggiare in Germania e alla fine si unisce a Robin Szolkowy sotto la guida dell'allenatore Ingo Steuer, ex campione del mondo nel pattinaggio a coppie. 
Al loro debutto durante la stagione 2003-04 Savchenko e Szolkowy si laureano subito campioni nazionali e la stagione successiva iniziano a rappresentare la Germania a livello internazionale, facendo registrare il quarto posto agli Europei di Torino 2005 e il sesto ai Mondiali di Mosca 2005. Il 29 dicembre 2005 Savchenko riceve la cittadinanza tedesca necessaria per partecipare alle Olimpiadi di Torino 2006. Fresca vicecampionessa europea, alla sua seconda esperienza olimpica si piazza al sesto posto.
Agli Europei di Varsavia 2007 arriva il primo titolo continentale, e in seguito sale per la prima volta anche sul podio dei campionati mondiali con il terzo posto ottenuto a Tokyo 2007. La coppia inizia così la propria ascesa internazionale, vincendo in successione due titoli mondiali e tre titoli europei consecutivi. Alle Olimpiadi di Vancouver 2010 Savchenko e Szolkowy vincono, con 210.60 punti, la medaglia di bronzo dietro le due coppie cinesi formate da Pang Qing e Tong Jian (213.31 punti) e i primi classificati Shen Xue e Zhao Hongbo (216.57 punti).
Ai Giochi di Soči 2014 arriva il secondo bronzo olimpico dietro le due coppie russe Stolbova/Klimov e Volosožar/Tran'kov. La stagione 2013-14 culmina con la vittoria del quinto oro mondiale a Saitama 2014 che rappresenta l'ottavo podio consecutivo ai campionati e il quinto titolo mondiale vinto che complessivamente li pone secondi come miglior risultato di sempre dietro la coppia formata da Irina Rodnina e Aleksandr Zajcev che hanno vinto sei titoli. Al termine della stagione Szolkowy annuncia il suo ritiro dall'attività agonistica. 
Aljona Savchenko decide di continuare a pattinare e nell'aprile 2014 comincia ad allenarsi insieme al francese Bruno Massot. Inizialmente la federazione francese si rifiuta di permettere a Massot di gareggiare per la Germania. L'atleta verrà rilasciato solamente il 26 ottobre 2015. La nuova coppia è medaglia d'argento agli Europei di Bratislava 2016 e bronzo ai Mondiali di Boston 2016.
Alle Olimpiadi di Pyeongchang 2018 Savchenko e Massot vincono la medaglia d'oro avendo, con 235.90 punti, la meglio sui cinesi Sui Wenjing e Han Cong (235.47 punti) e sui canadesi Meagan Duhamel ed Eric Radford (230.15 punti). Ottenendo 159.31 punti nel programma libero, stabiliscono anche il nuovo record mondiale, superando il precedente primato stabilito da loro stessi. A distanza di quattro anni dall'ultimo titolo mondiale vinto, ai campionati di Milano 2018 Aljona ottiene il suo sesto oro nella competizione iridata sfoderando una prestazione che vale i nuovi record del punteggio totale e del programma libero (per la prima volta viene superata la soglia dei 160 punti).

## Palmarès

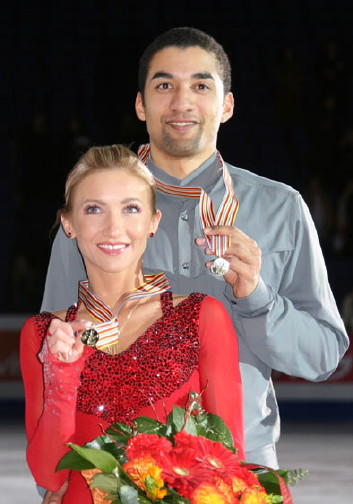
Savchenko e Szolkowy con l'oro vinto agli Europei di Helsinki 2009

### Olimpiadi
- 3 medaglie:
  - 1 oro (coppie a Pyeongchang 2018);
  - 2 bronzi (coppie a Vancouver 2010; coppie a Soči 2014).

### Mondiali
- 11 medaglie
  - 6 ori (Göteborg 2008, Los Angeles 2009, Mosca 2011, Nizza 2012, Saitama 2014 e Milano 2018);
  - 3 argenti (Torino 2010, London 2013, Helsinki 2017);
  - 2 bronzo (Tokyo 2007, Boston 2016).

### Europei
- 9 medaglie
  - 4 ori (Varsavia 2007, Zagabria 2008, Helsinki 2009, Berna 2011);
  - 5 argenti (Lione 2006, Tallinn 2010, Zagabria 2013, Bratislava 2016, Ostrava 2017).

### Mondiali juniores
- 1 medaglia
  - 1 oro (Oberstdorf 2000).

### Finale Grand Prix juniores
- 1 medaglia
  - 1 oro (Gdansk 1999-2000).

## Risultati

### Per la Germania

#### Con Massot
| Giochi olimpici                         |    |    | 1º |
| Campionati mondiali                     | 3º | 2º | 1º |
| Campionati europei                      | 2º | 2º |    |
| GP Finale                               |    |    | 1º |
| GP Rostelecom Cup                       |    | 1º |    |
| GP Skate America                        |    |    | 1º |
| GP Skate Canada                         |    |    | 2º |
| GP Trophée de France                    |    | 1º |    |
| CS Nebelhorn Trophy                     |    | 1º | 2º |
| CS Tallinn Trophy                       | 1º |    |    |
| CS Warsaw Cup                           | 1º |    |    |
| Bavarian Open                           | 1º |    |    |
| Nazionali                               |    |    |    |
| Campionati tedeschi                     | 1º |    | 1º |
| CS = Challenger Series; GP = Grand Prix |    |    |    |

#### Con Szolkowy
| Risultati                      | Risultati      | Risultati      | Risultati      | Risultati      | Risultati      | Risultati      | Risultati      | Risultati      | Risultati      | Risultati      | Risultati      |
| Internazionali                 | Internazionali | Internazionali | Internazionali | Internazionali | Internazionali | Internazionali | Internazionali | Internazionali | Internazionali | Internazionali | Internazionali |
| Evento                         | 2003–2004      | 2004–2005      | 2005–2006      | 2006–2007      | 2007–2008      | 2008–2009      | 2009–2010      | 2010–2011      | 2011–2012      | 2012–2013      | 2013–2014      |
| ------------------------------ | -------------- | -------------- | -------------- | -------------- | -------------- | -------------- | -------------- | -------------- | -------------- | -------------- | -------------- |
| Giochi olimpici invernali      |                |                | 6º             |                |                |                | 3º             |                |                |                | 3º             |
| Campionati mondiali            |                | 6º             | 6º             | 3º             | 1º             | 1º             | 2º             | 1º             | 1º             | 2º             | 1º             |
| Campionati europei             |                | 4º             | 2º             | 1º             | 1º             | 1º             | 2º             | 1º             | R              | 2º             | R              |
| GP Finale                      |                |                | 3º             | 2º             | 1º             | 3º             | 3º             | 1º             | 1º             |                | 1º             |
| GP Trophée Eric Bompard        |                |                |                |                |                | 1º             | 3º             | 1º             |                | R              |                |
| GP Cup of China                |                |                |                | 3º             |                |                |                |                |                |                | 1º             |
| GP Cup of Russia               |                | 3º             |                | 1º             | 2º             |                |                |                | 1º             |                | 1º             |
| GP NHK Trophy                  |                |                | 2º             |                | 1º             |                |                |                | 3º             |                |                |
| GP Skate Canada                |                |                | 1º             |                | 1º             |                | 1º             |                |                | 1º             |                |
| GP Skate America               |                |                |                |                |                | 1º             |                | 1º             | 1º             |                |                |
| Nebelhorn Trophy               |                | 3º             | 1º             |                | 1º             | 1º             | 1º             |                |                |                |                |
| Ondrej Nepela Trophy           |                | 1º             | 1º             |                |                |                |                |                |                |                |                |
| NRW Trophy                     |                |                |                |                |                |                |                |                |                | 1º             |                |
| Nazionali                      |                |                |                |                |                |                |                |                |                |                |                |
| Campionati tedeschi            | 1º             | 1º             | 1º             | 1º             | 1º             | 1º             |                | 1º             |                |                | 1º             |
| GP = Grand Prix; R = Ritirati. |                |                |                |                |                |                |                |                |                |                |                |

### Per l'Ucraina

#### Con Morozov
| Risultati                                               | Risultati      | Risultati      | Risultati      | Risultati      |
| Internazionali                                          | Internazionali | Internazionali | Internazionali | Internazionali |
| Evento                                                  | 1998–1999      | 1999–2000      | 2000–2001      | 2001–2002      |
| ------------------------------------------------------- | -------------- | -------------- | -------------- | -------------- |
| Giochi olimpici invernali                               |                |                |                | 15º            |
| Campionati mondiali                                     |                |                | 9º             |                |
| Campionati europei                                      |                | 7º             | 6º             |                |
| GP Cup of Russia                                        |                | 4º             | 7º             |                |
| GP Trophée Eric Bompard                                 |                |                |                | WD             |
| GP Skate Canada                                         |                |                | 6º             |                |
| GP Sparkassen Cup                                       |                | 5º             | 5º             |                |
| Goodwill Games                                          |                |                |                | 5º             |
| Nebelhorn Trophy                                        |                | 1º             |                |                |
| Internazionali: Junior                                  |                |                |                |                |
| Mondiali juniores                                       | 12º            | 1º             |                |                |
| Grand Prix ISU juniores di pattinaggio di figura        |                | 1º             |                |                |
| JGP Croazia                                             |                | 1º             |                |                |
| JGP Germania                                            | 4º             |                |                |                |
| JGP Slovenia                                            |                | 2º             |                |                |
| JGP Ucraina                                             | 3º             |                |                |                |
| Nazionali                                               |                |                |                |                |
| Campionati ucraini                                      | 2º             | 1º             | 1º             |                |
| GP = Grand Prix; JGP = Junior Grand Prix; WD = Ritirati |                |                |                |                |

#### Con Boyenko
| Risultati         | Risultati |
| Evento            | 1997–1998 |
| ----------------- | --------- |
| Mondiali juniores | 13º       |